# Франкфорт-Спрінгс (Пенсільванія)
Франкфорт-Спрінгс (англ. Frankfort Springs) — місто (англ. borough) в США, в окрузі Бівер штату Пенсільванія. Населення — 116 осіб (2020).

## Географія
Франкфорт-Спрінгс розташований за координатами 40°28′52″ пн. ш. 80°26′34″ зх. д. / 40.48111° пн. ш. 80.44278° зх. д. (40.481015, -80.442777).  За даними Бюро перепису населення США в 2010 році місто мало площу 0,67 км², уся площа — суходіл.

## Демографія
Згідно з переписом 2010 року, у селищі мешкало 130 осіб у 48 домогосподарствах у складі 37 родин. Густота населення становила 193 особи/км².  Було 54 помешкання (80/км²).
Расовий склад населення:
| - 98,5 % — білих - 0,8 % — чорних або афроамериканців |

До двох чи більше рас належало 0,8 %. Частка іспаномовних становила 0,0 % від усіх жителів.
За віковим діапазоном населення розподілялося таким чином: 17,7 % — особи молодші 18 років, 53,8 % — особи у віці 18—64 років, 28,5 % — особи у віці 65 років та старші. Медіана віку мешканця становила 46,3 року. На 100 осіб жіночої статі у селищі припадало 109,7 чоловіків;  на 100 жінок у віці від 18 років та старших — 94,5 чоловіків також старших 18 років.
Середній дохід на одне домашнє господарство  становив 56 814 долари США (медіана — 58 750), а середній дохід на одну сім'ю — 65 397 доларів (медіана — 62 083). За межею бідності перебувало 6,9 % осіб, у тому числі 30,8 % дітей у віці до 18 років та 0,0 % осіб у віці 65 років та старших.
Цивільне працевлаштоване населення становило 53 особи. Основні галузі зайнятості: виробництво — 28,3 %, науковці, спеціалісти, менеджери — 20,8 %, роздрібна торгівля — 15,1 %, освіта, охорона здоров'я та соціальна допомога — 13,2 %.